# Crise pós-eleitoral em Honduras de 2017-2018
A crise pós-eleitoral em Honduras de 2017-2018 é uma crise política que surgiu em 29 de novembro de 2017 com uma série de protestos e distúrbios ocorridos  durante e após a contagem dos votos das eleições gerais hondurenhas de 2017, que tiveram sua sua transparência questionada pelos observadores internacionais. Os protestos foram realizados por partidários da Alianza de Oposición contra la Dictadura, convocados por seu candidato Salvador Nasralla, alegando irregularidades na contagem de votos, que mostraram uma reviravolta favorável a seu adversário, Juan Orlando Hernández. Em dezembro, após ter sido declarado vencedor para um segundo mandato, o presidente Hernández convocou um diálogo nacional para consolidar a paz no país. O mesmo continuou em negociações, e é acompanhado por um representante da ONU, embora setores da oposição se recusam a aceitar os resultados oficiais.

## Histórico
Após o apelo do candidato da oposição Salvador Nasralla em 29 de novembro, dezenas de simpatizantes realizaram protestos que resultariam em atos de vandalismo em várias áreas do país, prejudicando a propriedade pública e privada. Em resposta, o governo hondurenho decretou a suspensão de certas garantias constitucionais, com um toque de recolher durante dez dias, aplicável desde as 6 da tarde até as 6 da manhã.
Em 2 de dezembro, a Comissão Nacional de Direitos Humanos de Honduras publicou um comunicado de imprensa, no qual declarou que as ações do governo constituíam terrorismo de Estado contra civis, alertou que a declaração de um estado de exceção seria para criar uma repressão para garantir a fraude eleitoral, rotulando-a como ilegal depois de ler vários artigos da constituição hondurenha.
A partir de 2 de dezembro, pelo menos sete pessoas morreram nos protestos com mais de 20 feridos. Na segunda noite do toque de recolher, milhares de pessoas participaram no que foi conhecido como "cacerolazos", um ato de bater panelas e frigideiras em protesto.
Em 15 de dezembro de 2017, o tribunal havia terminado uma recontagem das urnas que apresentaram irregularidades, mas ainda não tinha declarado um vencedor, e os protestos continuaram por todo o país, com 16 mortes e 1.675 prisões, de acordo com a Comissão Nacional de Direitos Humanos de Honduras.
O Tribunal Supremo Eleitoral finalmente anunciou o vencedor em 17 de dezembro, dando a Hernández a vitória com 42,95% dos votos e a Nasralla 41,42%. O anúncio provocou uma nova onda de protestos em todo o país, com Mel Zelaya anunciando uma greve nacional. As duas maiores cidades do país - Tegucigalpa e San Pedro Sula - viram suas ruas obstruídas, as principais saídas bloqueadas e o trânsito entre elas severamente reduzido.